# Фрідріх Авґуст Кекуле фон Страдоніц

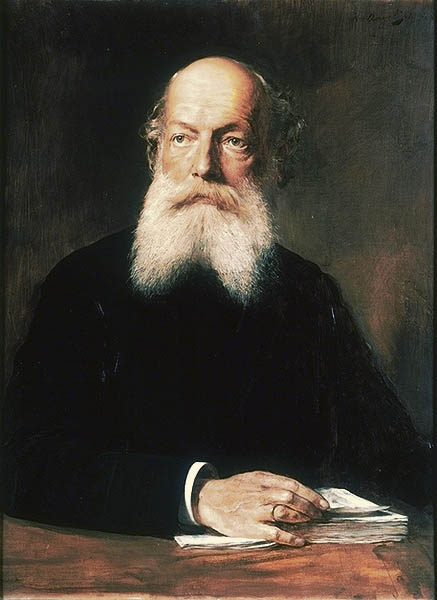
Кекуле фон Страдоніц Фрідріх Авґуст

Фрі́дріх А́вґуст Ке́куле фон Страдоніц (нім. Friedrich August Kekulé von Stradonitz; 7 вересня 1829, Дармштадт, Німеччина — 13 липня 1896, Бонн, Німеччина) — німецький науковець, хімік.

## Біографія
Народився в Дармштадті, в сім'ї чиновника. Будучи дуже обдарованим хлопчиком, він говорив чотирма мовами, дивуючи вчителів глибиною та оригінальністю думок. Друг сім'ї архітектор Бауман вчив Кекуле креслити й малювати. Батьки пророкували йому кар'єру архітектора, тому після закінчення гімназії Кекуле поступив в Гіссенський університет, де став вивчати геометрію, математику, креслення і малювання. Прослухавши курс лекцій Ю. Лібіха в Дармштадтському Вищому технічному училищі, зацікавився хімією. З кожним днем хімія захоплювала його все більше і більше. Після закінчення університету в 1852 році, поїхав до Парижа, де займався хімією у Ж. Дюма, А. Вюрца і Ш. Жерара. Повернувшись в 1856 році до Німеччини, заснував хімічну лабораторію в Гайдельберзі. Приват-доцент у Гайдельберзькому (1856–1858) і професор в Гентському (1858–1865) університетах; з 1865 до кінця життя професор Боннського університету (у 1877–1878 рр. — ректор). Праці вченого сприяли становленню теоретичних основ органічної хімії. Висловив думку про чотиривалентність Карбону та здатність його атомів сполучатися між собою, утворюючи ланцюги. Запропонував циклічну формулу бензену. Синтезував низку органічних сполук.

## Наукова робота
Експериментальні роботи Кекуле належать до органічної хімії. У 1854 році він отримав тіооцтову, а в 1856 році — гліколеву кислоту. У 1872 році спільно з нідерландською хіміком А. Франшімоном синтезував трифенілметан і антрахінон. З метою перевірки гіпотези про рівноцінність всіх атомів водню в бензолі він отримав його галоген-, нітро-, аміно-і карбоксипохідні; займався також дослідженнями ненасичених кислот та синтетичних барвників. Однак основні роботи Кекуле були присвячені теоретичній хімії; головною його заслугою стало створення теорії валентності.
Ідея про те, що атом елемента здатний до «насичення», була висловлена в 1853 році Е. Франкланд при розгляді конституції металоорганічних сполук. Розвиваючи цю ідею, в 1854 році Кекуле вперше висловив припущення про «двохосновний» або «двоатомник» сірки і кисню (з 1867 року став використовувати термін «валентність»). У 1857 році він запропонував поділ елементів на три головні групи: одно-, двох- і трьохосновні, а вуглець визначив як чотирьохосновний елемент (одночасно з Г. Кольбе). Основність (валентність) Кекуле вважав фундаментальною властивістю атома, таким же постійним і незмінним, як і атомну вагу.
У 1858 році Кекуле (одночасно з шотландським хіміком А. Купером) вказав на здатність атомів вуглецю при насиченні своїх «одиниць спорідненості» утворювати ланцюги («катенація»). Це механічне вчення про з'єднання атомів у ланцюгу з утворенням молекул лягло в основу теорії хімічної будови О. М. Бутлерова.
У 1865 році він запропонував циклічну структурну формулу бензолу, що має вигляд правильного шестикутника. Об'єднавши подання про здатність вуглецю до утворення ланцюгів з вченням про існування кратних зв'язків, він прийшов до ідеї чергування в бензольному кільці простих і подвійних зв'язків (незадовго до цього схожу формулу запропонував Й. Лошмідт). Попри те, що ця формула відразу ж була піддана критиці, вона досить швидко прищепилася в науці й практиці, оскільки відкрила дорогу до встановлення структури багатьох циклічних (ароматичних) з'єднань. Для пояснення нездатності бензолу приєднувати галогеноводні Кекуле в 1872 році висунув осциляційну гіпотезу, згідно з якою в бензолу прості й подвійні зв'язки постійно міняються місцями. У 1867 році опублікував статтю про просторову будову молекул, в якій припустив можливість тетраедричного розташування валентностей атома вуглецю.
Кекуле кілька років був президентом Німецького хімічного суспільства. Він був одним з організаторів Міжнародного конгресу хіміків в Карлсруе (1860). Дуже плідною була його педагогічна діяльність. Він автор «Підручника органічної хімії» (1859–1861). Цілий ряд учнів Кекуле стали видатними хіміками; серед них Л. Мейєр, Я. Вант-Гофф, А. Баєр і Е. Фішер.
Іноземний член-кореспондент Петербурзької академії наук (з 1887 року).